# Rosa Saul
Rosa Saul (Lubango, 17 september 1980) is een Angolese middellangeafstandsloopster, die is gespecialiseerd in de 1.500 m. Eénmaal nam ze deel aan de Olympische Spelen en behaalde hierbij geen medailles. Saul is nationaal recordhouder op de 1.500 m en de 3.000 m.
In 2003 nam ze deel aan het WK in Parijs. Op de 1.500 m sneuvelde ze in de voorrondes met een tijd van 4.20,99. Ze kwalificeerde zich voor de 1.500 m op de Olympische Spelen van 2004 in Athene, maar ze verscheen niet aan de start van de reeksen.

## Persoonlijke records
| Onderdeel | Prestatie | Datum        | Plaats                    |
| --------- | --------- | ------------ | ------------------------- |
| 800 m     | 2.13,03   | 4 juni 2003  | Castellón de la Plana     |
| 1.500 m   | 4.20,87   | 16 juli 2003 | Castellón de la Plana     |
| 3.000 m   | 9.28,35   | 22 mei 2004  | L'Hospitalet de Llobregat |
| 5.000 m   | 16.21,83  | 5 juli 2003  | Barakaldo                 |